# Mascha Ballhaus
Mascha Ballhaus (Hamburgo, 27 de julio de 2000) es una deportista alemana que compite en judo.
Ganó dos medalla de bronce en el Campeonato Mundial de Judo, en los años 2024 y 2025, y una medalla de bronce en el Campeonato Europeo de Judo de 2023.
Participó en los Juegos Olímpicos de París 2024, ocupando el séptimo lugar en la categoría de –52 kg y el quinto en el equipo mixto.

## Palmarés internacional
| Campeonato Mundial | Campeonato Mundial    | Campeonato Mundial | Campeonato Mundial |
| Año                | Lugar                 | Medalla            | Categoría          |
| ------------------ | --------------------- | ------------------ | ------------------ |
| 2024               | Abu Dabi (EAU)        | Medalla de bronce  | –52 kg             |
| 2025               | Budapest (Hungría)    | Medalla de bronce  | –52 kg             |
| Campeonato Europeo |                       |                    |                    |
| Año                | Lugar                 | Medalla            | Categoría          |
| 2023               | Montpellier (Francia) | Medalla de bronce  | –52 kg             |